# Nino D'Angelo Superstar - Vol. 4
Superstar - Vol. 4 è una raccolta del cantante italiano Nino D'Angelo, pubblicata nel 2000 dalla Butterfly Music.

## Tracce
1. Scugnizzo a New York
2. Te desidero, te voglio
3. Io e te pe' tutta 'a vita
4. 'Ncopp' 'o lietto
5. Ragazza madre
6. Pe mme tu si'
7. 'O spiniello
8. 'A studentessa
9. Addò vaje
10. Amici come prima
11. Cantautore
12. Fuimmincenne
13. Dedicata a mammà
14. Comme si' bella